# Piet Hein (nhà khoa học)
Piet Hein (16 tháng 12 năm 1905 – 17 tháng 4 năm 1996) là một nhà toán học người Đan Mạch, nhà phát minh, nhà thiết kế, tác giả, và là nhà thơ, dưới bút danh là Old Norse pseudonym "Kumbel" có nghĩa là "bia mộ".  Những bài thơ ngắn của ông, được gọi là gruks hoặc grooks (Tiếng Đan Mạch: gruk), lần đầu tiên xuất hiện trên tờ báo hàng ngày "Politiken" sau sự chiếm đóng của Đức quốc xã (nghề nghiệp của Đan Mạch) vào tháng 4 năm 1940 dưới bút danh "Kumbel Kumbell".

## Tiểu sử
Piet Hein là một hậu duệ trực tiếp của Piet Pieterszoon Hein, anh hùng của Hải quân Hà Lan thế kỷ 17, sinh tại  Copenhagen, Đan Mạch. Ông học tại Viện Vật lý lý thuyết của Đại học Copenhagen (sau này trở thành Viện Niels Bohr), và Đại học Kỹ thuật Đan Mạch. Đại học Yale trao cho ông bằng tiến sĩ vào năm 1972. Ông qua đời tại nhà của ông ở Funen, Đan Mạch vào năm 1996.

## Nghiên cứu
Piet Hein theo cách riêng của mình, "chơi ping-pong tinh thần" với  Niels Bohr trong thời kỳ chiến tranh, thấy mình phải đối mặt với tình trạng khó xử khi người Đức chiếm Đan Mạch. Ông cảm thấy mình chỉ có ba lựa chọn: Không làm gì, bỏ chạy đến Thụy Điển trung lập hoặc tham gia vào Trận Đan Mạch. Như ông đã giải thích vào năm 1968, "Thụy Điển đã nổi dậy kháng chiến nhưng tôi không phải người Thụy Điển, mà là người Đan Mạch. Tôi không thể ở nhà vì nếu có, mọi tiếng gõ cửa sẽ khiến tôi rùng mình. Vì vậy, tôi tham gia kháng chiến. "
Lấy làm vũ khí đầu tiên của anh ấy là nhạc cụ mà anh ấy quen thuộc nhất, cây bút, anh ấy đã viết và đã xuất bản "grook" đầu tiên của mình (gruk bằng tiếng Đan Mạch). Nó vượt qua những người kiểm duyệt không hiểu ý nghĩa thực sự của nó.
CONSOLATION GROOK

Losing one glove

is certainly painful,

but nothing

compared to the pain

of losing one,

throwing away the other,

and finding

the first one again.

Tuy nhiên, Danes đã hiểu được tầm quan trọng của nó và ngay sau đó nó được biết đến là graffiti trên toàn quốc. Ý nghĩa sâu sắc hơn của grook là ngay cả khi bạn mất tự do ("losing one glove"), đừng đánh mất lòng yêu nước và sự tôn trọng bản thân bằng cách cộng tác với Đức Quốc xã ("throwing away the other"), phản bội đất nước của bạn sẽ đau đớn hơn khi tự do được tìm thấy một lần nữa vào một ngày nào đó.

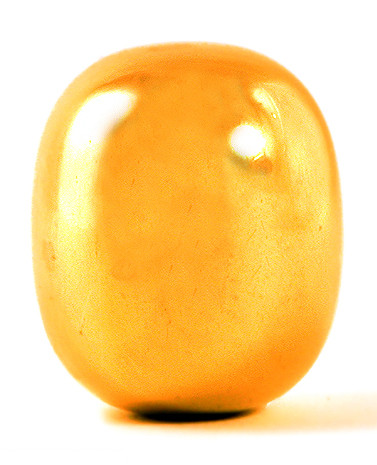
Superegg của Piet Hein bằng đồng thau

Sau khi giải phóng, các kiến trúc sư người Scandinavia,mệt mỏi với các tòa nhà vuông nhưng nhận thức được rằng các tòa nhà hình tròn là không thực tế, yêu cầu Piet Hein cho một giải pháp. Áp dụng khả năng toán học của mình cho vấn đề này, Piet Hein đề xuất sử dụng siêu hình học đã trở thành nét đặc trưng của kiến trúc Scandinavia hiện đại.
Ngoài hàng nghìn grooks ông đã viết, Piet Hein nghĩ ra các trò chơi như Hex, Tangloids, Tower, Polytaire, TacTix, Nimbi, Qrazy Qube, Pyramystery, và Soma cube. Ông ủng hộ việc sử dụng đường cong siêu hình trong quy hoạch đô thị, làm đồ nội thất và các cõi khác.Ông cũng phát minh ra một lịch vạn niên được gọi là Lịch Astro và các đồ gia dụng được bán trên thị trường dựa trên siêu hình và superegg

## Đời sống cá nhân
Piet Hein đã kết hôn bốn lần và có năm người con trai trong ba cuộc hôn nhân cuối cùng của mình.
1. (1937) kết hôn với Gunver Holck, đã ly dị
2. (1942) kết hôn với Gerda Ruth (Nena) Conheim, đã ly dị
Con trai: Juan Alvaro Hein, sinh ngày 9 tháng 1 năm 1943; Andrés Humberto Hein, sinh ngày 30 tháng 12 năm 1943.
3. (1947) kết hôn với Anne Cathrina (Trine) Krøyer Pedersen, đã ly dị
Con trai: Lars Hein, sinh ngày 20 tháng 5 năm 1950
4. (1955) kết hôn với Gerd Ericsson, mất ngày 3 tháng 11 năm 1968
Con trai: Jotun Hein, sinh ngày 19 tháng 7 năm 1956; Hugo Piet Hein, sinh ngày 16 tháng 11 năm 1963.

Ở tuổi 12, Jotun Hein đã chứng minh công trình "Basalt Rock" của Soma cube's là bất khả thi. TĐiều này đã được xuất bản trong sách hướng dẫn của câu đố là "Jotun's Proof". Sau đó ông trở thành Giáo sư Tin sinh học tại Khoa Thống kê của Đại học Oxford và là một giáo sư của trường Đại học College, Oxford. Ông từng là giám đốc Trung tâm Nghiên cứu Tin sinh học tại Đại học Aarhus, Đan Mạch.